# П'єр Сеґерс
П'єр Сеґерс (5 січня 1906, Париж — 4 листопада 1987, Кретей) — французький поет, есеїст, видавець і перекладач.

## Біографія
П'єр Сеґерс виріс у Карпантрі, де з дитинства товаришував з Андре де Рішо. Свою першу збірку віршів опублікував у 1938 році у Вільнев-ле-Авіньйоні. Як редактор журналів Poètes casqués (1939—1940) і Poésie 40 (41, 42, 43 …) він дав форум поетам воєнного періоду та подружився з Луї Арагоном, Ельзою Тріоле, Полем Елюаром, П'єром Еммануелем та багатьма молодими поетами. Брав участь в Опорі. З 1943 року він був важливим членом Національного комітету письменників (Comité national des écrivains) . З 1944 року публікував серію Poètes d'aujourd'hui (Поети сьогодення), яка почалася з Елюара і зросла до кількох сотень томів, перш ніж він відійшов від видавничих справ в 1969 році, щоб знову зайнятися творчістю.
У 1975 році він отримав ступінь доктора в університеті Париж-Нантер (дисертація: Діяльність і творчість поетів у сучасному суспільстві). У 1983 році на прохання мера Жака Ширака він заснував Maison de la Poésie (Будинок поезії) міста Парижа. З 1984 року і до самої смерті він видавав журнал Poésie 84 (85, 86 …).
Сеґерс був командором ордена Почесного легіону, командором Ордену мистецтв і літератури та почесним доктором Сент-Ендрюського університету. У Парижі в 20 окрузі його іменем названо мікрорайон, садовий сквер і кімнату в Будинку поезії. Його іменем названо вулиці в багатьох містах Франції.

## Вибрані твори
- (разом з Jacques Charpier) L'art poétique. Seghers, Paris 1956.
- Clavé. Poligrafa, Barcelona 1971. (разом з Pierre Cabanne) Clavé. Cercle d'art, Paris 1989.
- Dis-moi, ma vie. 1972. Suivi de Qui sommes-nous ? Éditions Bruno Doucey, Paris 2019.
- La Résistance et ses poètes. 1940—1945. 1974. 2 Bde. Seghers, Paris 2022. (передмова Pascal Ory)
- (перекл. і ред.) Saadi Le jardin des roses. Gulistan. Seghers, Paris 1977.
- Le Temps des merveilles. 1978. (вибрані вірші)
- (Übersetzer) Le Livre d'or du «Divan» de Hâfiz. La vie et l'œuvre du plus célèbre poète persan. Seghers, Paris 1978.
- Louis-Jou. Architecte du livre et des Baux. Seghers, Paris 1980. (Louis Jou, 1881—1968)
- Monsu Desiderio ou le théâtre de la fin du monde. Robert Laffont, Paris 1981.
- (Ред.) Le Livre d'or du haïkaï. R. Laffont, Paris 1984.
- Omar Khayyâm. Sa vie et ses quatrains. Seghers, Paris 1987, 1994.
- Derniers écrits. Fanlac, Périgueux 2002. (Післямова Colette Seghers)
- Comme une main qui se referme. Poèmes de la Résistance, 1939—1945. B. Doucey, Paris 2010.